# Lijst van Nederlandse methodologen
Een methodoloog is een onderzoeker van wetenschappelijke methoden en technieken in een specifiek vakgebied. Tot methodoloog rekenen we de wetenschapper, die over een breder vakspecialisme studie verricht naar methoden van onderzoek en wetenschapsontwikkeling. In de onderstaande lijst wordt bij ieder het eerste vakspecialisme(s) vermeld.

## A
- Cornelis Alkemade (1923), Nederlands natuurkundige
- Kees Aarts (1959) Nederlands politicoloog

## B
- Petra Badke-Schaub (1960), Duitse ontwerpmethodologe
- Ben Baarda (1947), Nederlands psycholoog
- Tineke Bahlmann (1950), Nederlands bedrijfseconoom
- Jelke Bethlehem (1949), methodoloog bij het CBS
- Evert Willem Beth (1908-1964), Nederlands filosoof, logicus en wetenschapshistoricus
- Catrien Bijleveld (1958), Nederlands criminoloog
- Stef van Buuren (1960), Nederlands psycholoog

## C
- Henri Christiaans (1947), Nederlands methodoloog van technisch-wetenschappelijk onderzoek
- Jacob Clay (1882-1955), Nederlands natuurkundige, logicus en filosoof

## D
- Dirk van Dalen (1932), Nederlands wetenschapshistoricus
- Dorien J. DeTombe (1947), Nederlands methodoloog
- Frans Dieleman (1942-2005) Nederlands geograaf
- Hans Doorewaard (1948), Nederlands methodoloog
- Cor van Dijkum (1950), Nederlands methodoloog
- Wil Dijkstra (1945), Nederlands psycholoog
- Toin Duijx (1956), Nederlands pedagoog

## E
- Johannes Eekels (1917-2008), Nederlands industrieel ontwerper en methodoloog
- Mick Eekhout (1950), Nederlands architectuur en ontwerpmethodoloog
- Max Euwe (1901-1981), Nederlands schaker en informaticus

## F
- Richard Foqué (1943), Belgisch architect en ontwerpmethodoloog

## G
- Ivan Gadourek (1923), Nederlands socioloog
- Felix Geyer (1933), Nederlands socioloog
- Martijn de Goede (1947), Nederlands socioloog
- Adriaan de Groot (1914-2006), Nederlands psycholoog en onderwijskundige
- Jaap Gruppelaar (1958), Nederlands filosoof

## H
- Jacques Hagenaars (1945), Nederlands rechtswetenschapper
- Harm 't Hart (1946 (?)), Nederlands pedagoog
- Pieter Harting (1812–1885), bioloog, arts, farmacoloog, wiskundige, methodoloog en hydroloog
- Wim Hartman (1929), Nederlands informatiekundige
- Paul Hekkert (1963), Nederlands ontwerpmethodoloog
- George Hendrikse (1958), Nederlands bedrijfskundige
- Marco Hessels (1962), Nederlands pedagoog
- Peter G.M. van der Heijden (1959), Nederlands onderzoeksmethodoloog
- Gerard Heymans (1857-1930), Nederlands filosoof, logicus en psycholoog.
- Dick Houtman (1963), Nederlands socioloog
- Joop Hox (1950), Nederlands socioloog en hoogleraar Methodenleer
- Herbert Hoijtink (1961), Nederlands psycholoog en professor toegepaste bayesiaanse statistiek
- Jan Matthijs Hutjes (1940), Nederlands socioloog

## J
- Johannes Janssens (1947-) Nederlands methodoloog van sociaal wetenschappelijk onderzoek
- Taeke M. de Jong (1947), Nederlands stedenbouwkundige
- Jan Jonker (1954), Nederlands sociaal wetenschapper en hoogleraar duurzaam ondernemen
- Stef Joosten, (1959), Nederlands informaticus

## K
- Joop Klant (1915-1994), Nederlands econoom en historicus
- Willem van der Kloot (1942), Nederlands psycholoog
- Johannes Koerts (1935), Nederlands statisticus en econoom

## L
- Jan Land (1834-1897), Nederlands filosoof en logicus
- Paul Lazarsfeld (1901-1976), socioloog en methodoloog
- Edith de Leeuw (1960), Nederlands statisticus en onderzoeksmethodoloog
- Ton de Leeuw (1941), Nederlands elektrotechnicus en bedrijfskundige
- Gerty Lensvelt-Mulders (1959), Nederlands methodoloog

## M
- Gerrit Mannoury (1867-1956), Nederlands filosoof, logicus en wiskundige.
- Pierre Malotaux (1923- ), Nederlands bedrijfskundige, systeemkundige en organisatie-adviseur.
- Rob Meijer (1961-), Nederlands psycholoog en methodoloog.[1]
- Don Mellenbergh (1938- ), Nederlands psycholoog, methodoloog,
- Jacqueline Meulman (1959-), Nederlands psycholoog.
- Rob Mokken (1929-), Nederlandse sociaal wetenschapper

## N
- Doede Nauta (1934), Nederlands logicus en systeemdenker

## O
- Cornelis Willem Opzoomer (1821-1892), Nederlands jurist, filosoof en theoloog
- Ralph Otten (1949-2016), Nederlands elektrotechnicus en ontwerpmethodoloog
- Kees van Overveld (1957), Nederlands ontwerpmethodoloog

## P
- Arie van Peet (1960), Nederlands psycholoog
- Bartjan Pennink (1958), Nederlands socioloog en bedrijfskunde

## R
- Norbert Roozenburg (1947), Nederlands ontwerpmethodoloog

## S
- Willem E. Saris (1943), Nederlands socioloog
- Henri Johan van der Schroeff (1900-1974), Nederlands econoom en bedrijfskundige
- G.J. Schoenmaker (1932), Nederlands sociaal geograaf
- Jo Segers (1932), Nederlands socioloog
- Tom Snijders (1949), Nederlands wiskundige
- Ger Snijkers (1963), CBS methodoloog in dataverzameling bij bedrijven
- Karel Soudijn (1944), Nederlands psychologie
- Michaël Steehouder (1948),Nederlands communicatiewetenschapper
- Frans Stokman (1942), Nederlands socioloog
- Peter Gustaaf Swanborn (1935- ), Nederlands socioloog

## T
- Jan Tinbergen (1903-1994), Nederlands econoom
- Maarten van den Toorn (1929), Nederlands taalwetenschapper

## V
- Jan in 't Veld (1925-2005), Nederlands vliegtuigbouwbouwkundige en systeemkundige
- Piet Verschuren (1950 (?)), Nederlands methodoloog
- Harrie Vorst (1942), Nederlands psycholoog en methodoloog
- Frans van Vught (1950), Nederlands bestuurskundige en planoloog

## W
- Maren Leo Wijvekate (1922), Nederlands organisatie-adviseur
- Godfried van den Wittenboer (1950), Nederlands socioloog

## Z
- Gerard de Zeeuw (1936), Nederlandse sociaal wetenschapper
- Hans van der Zouwen (1939) is een Nederlandse socioloog